# Misa por el pueblo
En la Iglesia católica, la Misa por el pueblo es la que los obispos y párrocos deben celebrar todos los domingos y fiestas de precepto por el pueblo de Dios que tienen encomendado. Se trata de una obligación personal pero no real, y a plazo fijo, en cuanto deben satisfacerla por sí mismos, aunque no necesariamente en la iglesia catedral o parroquial, y en los días señalados por el derecho. 
El Concilio de Trento considera que esta obligación que tienen los pastores de aplicar la Misa por el pueblo en los días festivos es de derecho divino. El Derecho canónico establece que si por causa grave no pueden cumplirla, deben proveer un substituto que la célebre en su lugar, y si la omitieron sin causa justificada, deben celebrar cuanto antes tantas Misas por el pueblo cuantas omitieron injustificadamente. Utilizando la denominación latina, se la suele llamar también Misa pro populo.
- Datos: Q6018388